# 玄珍公主
玄珍公主（越南语：／?，1289年—1340年），越南陳朝公主，陳仁宗之女，陳英宗之妹。陳朝興隆十四年（1306年），陳英宗把皇妹玄珍公主下嫁占城王制旻（阇耶僧伽跋摩三世），得到烏、里二州（今廣平省、廣治省及承天順化省）作為聘禮，翌年更名為順州、化州，納入陳朝版圖。
後來制旻逝世，她本要依照占城風俗殉葬，但她最後被陳朝大臣陳克終帶走。兩人在回到大越（陳朝的正式國號）的路上私通，前後接近一年才回國。越南民間於是出現了她和陳克終相戀的傳說，這些作品當中也有一些是以她和陳克終的愛情作為主題。
玄珍的政治婚禮和她愛情廣為流傳，被民間編成了許多美麗的傳說。這使她成為越南歷史上著名的公主。

## 遠嫁占城始末
據《大越史記全書》載，陳朝興隆九年（1301年，歲次辛丑）農曆二月，占城到陳朝進貢，時為太上皇的陳仁宗就在三月遊幸占城，並答應把女兒嫁給占城王制旻為妃。
但其實，制旻當時已有王后，並娶爪哇人王女多婆西（Tapasi）為妃。
到興隆十三年（1305年，歲次乙巳）農曆二月，占城再派遣制蒲苔及部黨百餘人來到大越，送上金銀奇香等奇異之物，向陳朝以聘禮求請迎娶公主，朝臣皆認為不可。
但陳仁宗從弟、文肅王陳道載和陳克終也贊成此建議，於是陳英宗就決定把公主嫁到占城。
玄珍公主在翌年（歲次丙午）六月下嫁占城王制旻，當時朝廷內外的文人對此事頗多非議，多借漢元帝把王昭君嫁到匈奴和親之事作國語詩（漢喃詩）來諷刺。
陳英宗以當日太上皇到占城時答應把皇女下嫁，恐失信於占城，所以不能更改成命為理由，決定把皇妹嫁給制旻，陳朝得到烏、里二州作為聘禮，興隆十五年（1307年，歲次丁未）正月把二州分別改名為順州和化州。
但當地人不服英宗，於是英宗命行遣段汝諧去安撫當地民眾，給他們官職和免田土租賦三年。
五月，占城王制旻逝世。由於當地有后妃在國王死後投火壇自焚殉葬的「薩蒂」風俗，英宗恐怕公主已經遇害，就派當時官拜行遣尚書左僕射的陳克終和安撫鄧文如託辭弔制旻之喪，迎回玄珍公主和把占城世子制多耶帶到陳朝。
到了占城，陳克終等人對當地人說，若公主要投火殉葬，與其為她修齋，不如先到海濱招魂、於天邊迎靈，讓她的靈魂可以回到大越，再讓她投火壇殉死。
占人答應陳克終的要求，陳克終就趁機以輕舟奪回公主，並和她私通，直至翌年八月十八，才把公主帶回都城昇龍（今河內）。
而玄珍公主不願殉夫之事則被占城視為國恥 。

## 對把公主遠嫁占城的評價
《大越史記全書》的編者、後黎朝史官吳士連對此事評論說，漢朝皇帝因為匈奴屢次侵犯邊疆，才會把宗室女封為公主嫁給單于來和親，當時的儒者對皇帝把宗女嫁給外族之事也有非議，然而當時是為了停戰，讓兵民得以休息，尚算情有可原；而漢元帝則是因為呼韓邪單于來到漢朝求請為婿，漢室才會把王昭君嫁給他；因此質疑陳仁宗把女兒嫁到占城的合理性。
又認為，太上皇已經出家，身為當朝皇帝的英宗可以更改上皇之命，並認為他把公主遠嫁外族是為了騙取土地，之後又用計把她奪回，也是沒有誠信。

## 相關文化
雖然史書對玄珍公主的事蹟記載不多，但不少人同情她被逼遠嫁占城、成為政治婚姻犧牲者的遭遇，她的不幸也令不少文人痛心，他們就為她寫了不少漢喃詩來表達對她的同情和憐憫。
除了時人賦詩之外，玄珍公主的事蹟在近現代也成為不少漢喃詩和音樂、歌曲的題材，如詩歌《餞別玄珍》（Tiễn biệt Huyền Trân）、《公主玄珍》（Công chúa Huyền Trân），音樂、歌曲如《玄珍情史》（Tình sử Huyền Trân）、《玄珍公主》（Huyền Trân Công chúa）等。
此外，有些人為了紀念玄珍公主為國家所作出的貢獻，遂建廟供奉，至今位於順化的玄珍公主廟已成為旅遊景點，每年均會舉辦廟會來祭祀玄珍公主，而市政府亦於2007年在當地的安西坊開設總面積28公頃的玄珍公主文化中心，介紹玄珍公主的相關文化。
胡志明市、峴港市伍行山郡、堅江省堅良縣都各有一條街道被命名為玄珍公主街來紀念她。
玄珍公主被逼遠嫁占城的不幸命運，受到不少人的同情。
她為國家所作出的貢獻和犧牲也感動了一些越南人，他們建廟供奉她。
但亦有人認為她沒有殉夫和與人私通，違反封建道德，對她作出嚴厲譴責。

## 外部連結
- 《大越史記全書·陳英宗紀》 （页面存档备份，存于）